# Dannemare (plaats)
Dannemare is een plaats in de Deense regio Seeland, gemeente Lolland, en telt 472 inwoners (2007).